# Як розмовляти з дівчатами на вечірках (фільм)
«Як розмовляти з дівчатами на вечірках» (англ. How to Talk to Girls at Parties) — англо-американська фантастична романтична комедія режисера Джона Кемерона Мітчелла. Сценарій написаний Філіпою Гослетт і Джоном Кемероном Мітчеллом, на основі однойменного оповідання Ніла Геймана. Основні зйомки почалися 9 листопада 2015 року у Шеффілді.
Прем'єра фільму відбулась 21 травня 2017 року у позакконкурсній програмі 70-го Каннського міжнародного кінофестивалю (2017).

## Сюжет
1977 рік. Троє друзі-панків — Енн, Вік і Джон, що видають любительський журнал Virys, якось знаходять дивний будинок, де грає дивна музика. Там усередині вдаються до танців дивні люди, але панків цим не візьмеш. Хлопці розділяються: Енн знайомиться з чарівною Зан, Вік усамітнюється із затягнутою в латекс Стеллою, а Джон захоплений танцем. Усі нові знайомі трійці — прибульці, і поділені на колонії (наприклад, Стелли сексуально заклопотані, а колонія Зан бореться за індивідуальність). На чолі кожної стоїть батько-учитель. Зан хоче дізнатися, що таке панк. Вона втікає з Енном, незважаючи на те що її тілу залишилося жити всього 48 годин. Вона пізнає життя на Землі з радістю і цікавістю дитини. Досвід їй згодиться, адже через два дні батько-учитель повинні з'їсти своїх підопічних, щоб дати життя новим дітям. Такий розкла́д нікуди не годиться, і панки Кройдона готові дати прибульцям урок справжнього земного життя, в якому Кронос, що пожирає своїх дітей, залишився в давньогрецьких міфах.

## У ролях
| Актор             | Роль              |
| ----------------- | ----------------- |
| Ель Феннінг       | Зан               |
| Алекс Шарп        | Енн               |
| Ніколь Кідман     | королева Бодіацеї |
| Рут Вілсон        | Стелла            |
| Метт Лукас        | Вейн              |
| Едвард Пітербрідж | Перший            |
| Джоанна Скенлан   | Маріон            |
| Том Брук          | Валдо             |
| Мартін Томлісон   | Слеп              |
| Елоїз Сміт        | Севідж Сью        |